# Campionat AMA de Superbike
El campionat AMA de Superbike (en anglès, AMA Superbike Championship i abreujat AMA Superbike) és un campionat anual de motociclisme de velocitat que se celebra als Estats Units des de 1976. Durant la major part de la seva existència ha estat considerat el campionat de motociclisme més important dels Estats Units. Supervisat des del començament per l'American Motorcyclist Association (AMA), la promoció n'ha estat delegada a diverses entitats al llarg dels anys. Des del 2015, el campionat ha estat dirigit i promogut per MotoAmerica, una entitat que gestiona també altres campionats professionals de l'AMA, entre ells la classe Supersport de 600cc.
L'AMA Superbike es va crear el 1976 com a una nova competició de motociclisme de carretera aprofitant les noves motocicletes de sèrie de gran cilindrada de fins a 1.000 cc, cada cop més populars entre els pilots nord-americans. El campionat es va anomenar inicialment "Superbike Production" i va començar inspirant-se en un campionat regional que s'havia anat convocant a Califòrnia durant els anys anteriors. Fins al naixement de l'AMA Superbike, el campionat més prestigiós dels Estats Units era l'AMA Grand National, que requeria la participació en cinc formats diferents de curses: 1/4 de milla, 1/2 milla, 1 milla i TT, totes elles en circuits ovals de terra, i curses de velocitat pròpiament dites. A Europa, sota la direcció de la FIM, se celebrava des del 1949 el campionat del món de velocitat, molt més desenvolupat, tot i que en aquells moments no incloïa cap circuit nord-americà.
El 1986, l'AMA va reconèixer la naturalesa canviant de les curses de motociclisme i va convertir l'antic campionat Grand National en un campionat estrictament de pista de terra; les rondes de velocitat es van derivar a un campionat separat que es va acabar fusionant amb el Campionat AMA de Superbike. Les regulacions que s'hi van establir permetien de competir-hi amb les mateixes motocicletes de sèrie de gran cilindrada que es podien veure a les sales d'exposició de les botigues i això va fer que el campionat esdevingués ràpidament popular entre els aficionats i pilots. Després de diverses temporades, els fabricants s'hi van interessar directament i van començar a patrocinar-hi equips i pilots.

## Història

### 1976-1982: L'època dels 1.000 cc

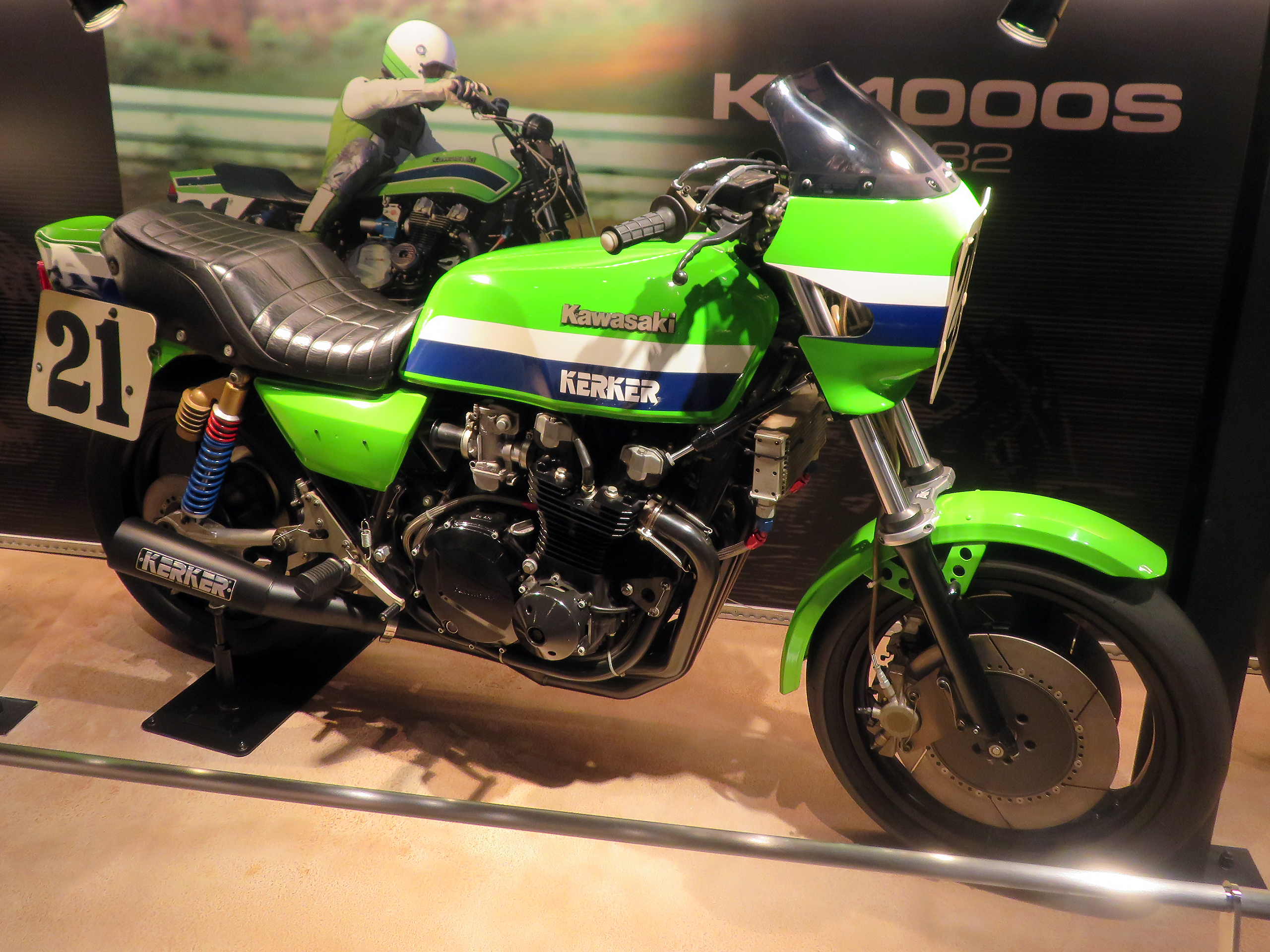
Una Kawasaki KZ1000S de 1982 que participà al campionat

Al començament del campionat hi va haver una dura competència entre els equips més experimentats que competien amb motocicletes europees bicilíndriques, entre elles les BMW R90S, Ducati i Moto Guzzi, i els equips que corrien amb els models de quatre cilindres en línia japonesos més potents de Kawasaki, Suzuki, Honda i Yamaha. Tot i que les motocicletes japoneses lliuraven més cavalls de potència, les europees tendien a ser més fàcilment maniobrables. El campionat inaugural de 1976 el va guanyar Reg Pridmore amb una BMW R90S del Team Butler & Smith. Les motos europees van guanyar totes les curses el 1976 i a la primera meitat del campionat de 1977, però després de dues temporades de feina, la Kawasaki KZ 1000 del Team Racecrafters, de nou pilotada per Reg Pridmore, va obtenir la primera victòria per a una marca japonesa. Poc després, l'arribada de la Suzuki GS 1000 de maniobrabilitat millorada va posar fi al domini de les motocicletes europees bicilíndriques menys potents.
A mesura que el campionat guanyava cada cop més atenció a Amèrica, les fàbriques en van prendre nota i el 1980, Honda va participar al campionat amb un equip de fàbrica i un dels seus pilots de primer nivell, Freddie Spencer. Fins a aquell moment, Honda i els altres fabricants japonesos estaven més centrats en els Grans Premis internacionals i, en particular, en la seva sèrie "reina" de 500cc, on s'hi corria amb motos de competició de 500 cc construïdes expressament. El 1980, la classe de 500cc del mundial estava completament dominada per les motos de dos temps, que al mateix temps s'havien començat a retirar gradualment de l'ús en carretera a molts països. El campionat AMA Superbike va esdevenir de sobte més rellevant i atractiu per als fabricants japonesos.

### 1983-2002: Topall de 750 cc i especials d'homologació
Les velocitats que assolien les motocicletes de quatre cilindres de 1.000 cc que produïen fins a 150 CV sobrepassaven la capacitat dels bastidors, la suspensió i els pneumàtics de l'època. Així, de cara a 1983, l'AMA, en col·laboració amb els millors equips, va decidir de reduir la cilindrada màxima de la classe Superbike a 750 cc.

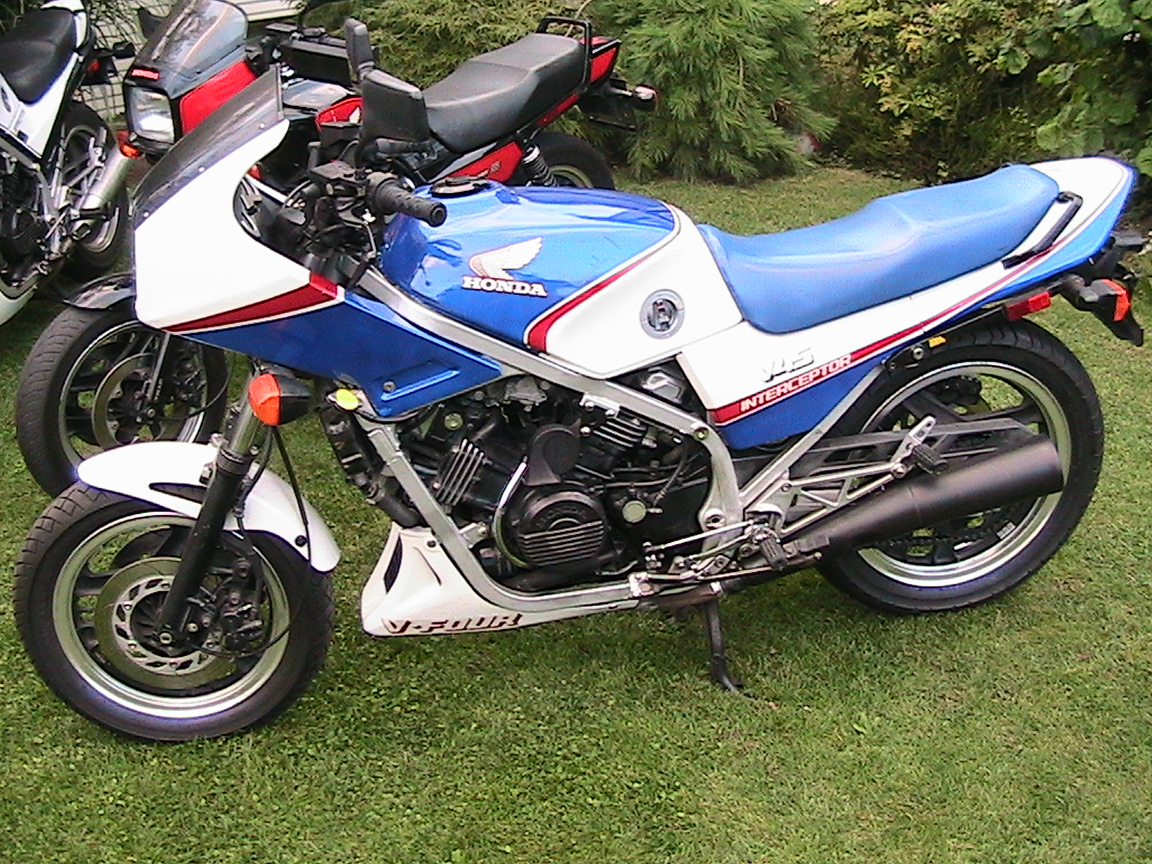
Una Honda Interceptor VF750F de 1983

Honda, que havia estat competint al campionat amb la seva CB 750F, estava a punt amb una motocicleta nova el 1983, inicialment planificada com una "especial d'homologació" (Homologation Special), és a dir, una motocicleta de què se'n construeixen just les unitats estipulades a les regles de producció del campionat (típicament, 5.000 unitats venudes a tot el món). L'Honda Interceptor VF750F, basada en la CB 750F de quatre vàlvules per cilindre i refrigerada per aire que s'havia llançat el 1979, en va ser una i es desviava clarament de la moto de sèrie. Duia un bastidor perimetral d'acer de tub quadrat que es bifurcava a l'exterior del motor, en comptes de l'antic de tub rodó, amagat. El motor era un V4 refrigerat per aigua amb quatre vàlvules per cilindre. Originalment, Honda només havia planejat fer-ne prou per a satisfer el requisit de les curses de producció, però la moto esdevingué extremadament popular, fins i tot essent més cara que la CB-750, i va passar a producció completa. Honda no va reeixir a guanyar el campionat amb aquella nova moto el 1983, ja que se'l va endur Wayne Rainey amb la Kawasaki GPz 750 del Team Muzzy, però sí que va guanyar els cinc anys següents seguits amb la seva Interceptor.
A mesura que la popularitat del campionat creixia, la Daytona 200, una cursa llargament consolidada que havia començat el 1937 en un circuit provisional a la platja i que s'havia traslladat al nou circuit d'asfalt el 1961, es va canviar a Superbikes. Aquella cursa havia estat una de les poques als Estats Units en què hi corrien motos de F1 de 500 cc del tipus Gran Premi, però el 1988, les altes velocitats que aquestes motos assolien al circuit les feien perilloses atesa la tecnologia dels pneumàtics de l'època. El 1985, el format de la Daytona 200 va passar de motocicletes de Gran Premi a Superbikes i, al mateix temps, la cursa va passar a formar part del campionat AMA de Superbike. Aquest fet va augmentar encara més la visibilitat de les Superbike i va consolidar la idea que els pilots d'aquesta mena de motos eren ara els pilots de velocitat estrella. El campionat del món de 500cc, amb les seves motos de dos temps foragitades de les curses als Estats Units, va esdevenir prescindible per als aficionats americans.

### 2003-2008: Retorn als 1.000 cc

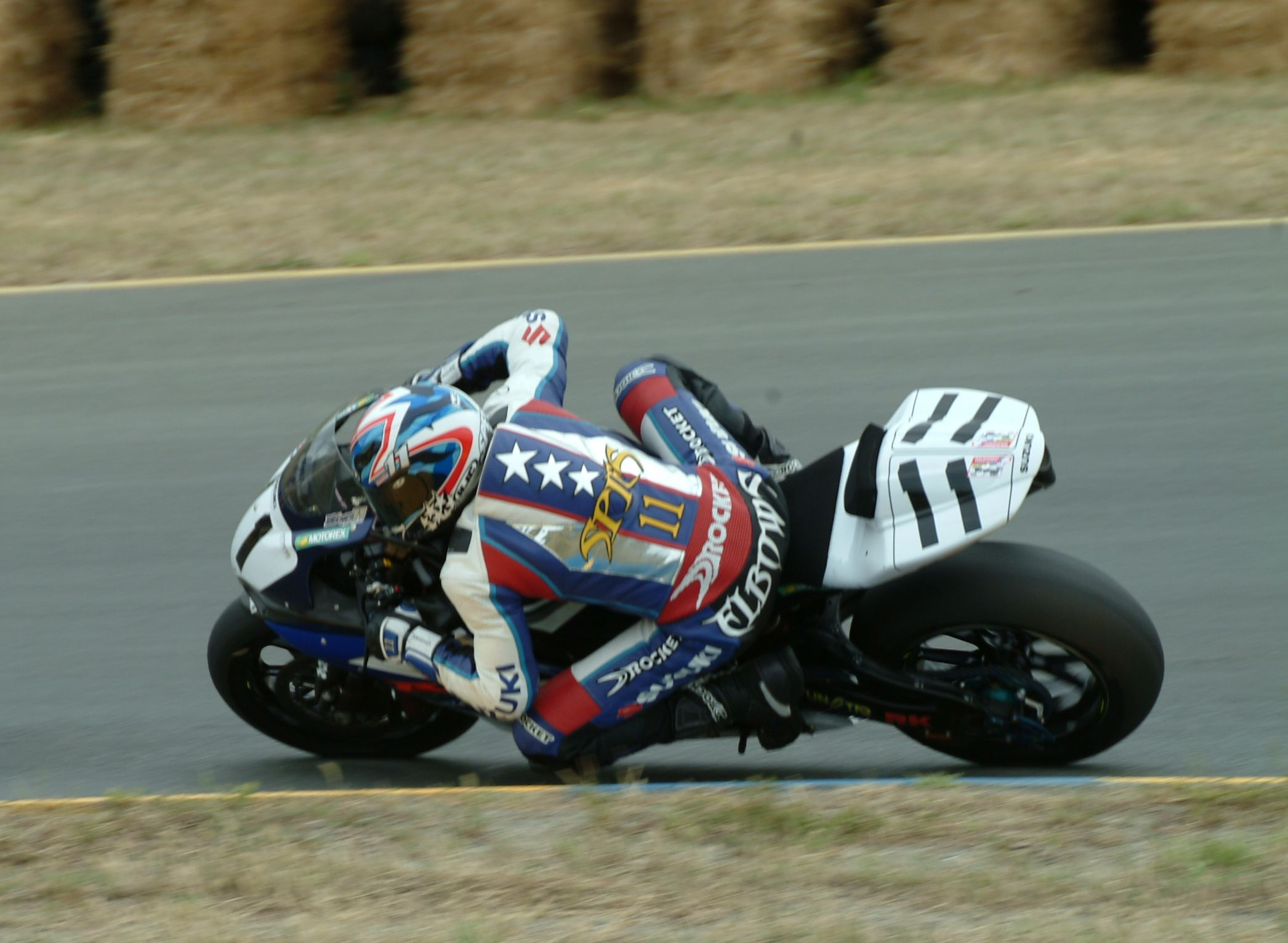
Ben Spies al campionat del 2005

A finals del 2002, AMA Pro Racing, l'entitat promotora que gestionava el campionat AMA de Superbike aleshores, va decidir d'obrir el campionat a les motos de producció de 1.000cc. La intenció era permetre que motos de 1.000 cc gairebé de sèrie competissin amb les Superbikes de 750 cc d'última generació que prenien part al campionat. A aquestes darreres, a més, se'ls permetria d'augmentar la cilindrada fins als 800 cc. D'altra bada, les complicades reglamentacions permetien de "reclamar" les motos de sèrie de 1.000 cc, una norma segons la qual qualsevol pilot podia comprar-li la moto guanyadora al propietari per una quantitat determinada de diners i que estava encaminada a evitar al màxim les modificacions a les motos de sèrie. Tot amb tot, aquesta complicada barreja de motos i regles no va agradar a la major part dels competidors. El 2006, Ducati va retirar el suport de fàbrica a les curses de l'AMA Superbike i el 2008, Honda va fer el mateix.

### 2009-2014: Daytona Motorsports Group
Del 2009 al 2014, el Daytona Motorsports Group (DMG) va passar a ser l'entitat organitzadora del campionat sota la supervisió de l'AMA. L'AMA, insatisfeta amb la quantitat de participants a les curses, va cedir els drets d'organització a una nova entitat, la KRAVE (liderada per Wayne Rainey) amb l'assistència de Dorna, l'organitzadora dels mundials de MotoGP i SBK.

### 2015-Actualitat: MotoAmerica i la FIM

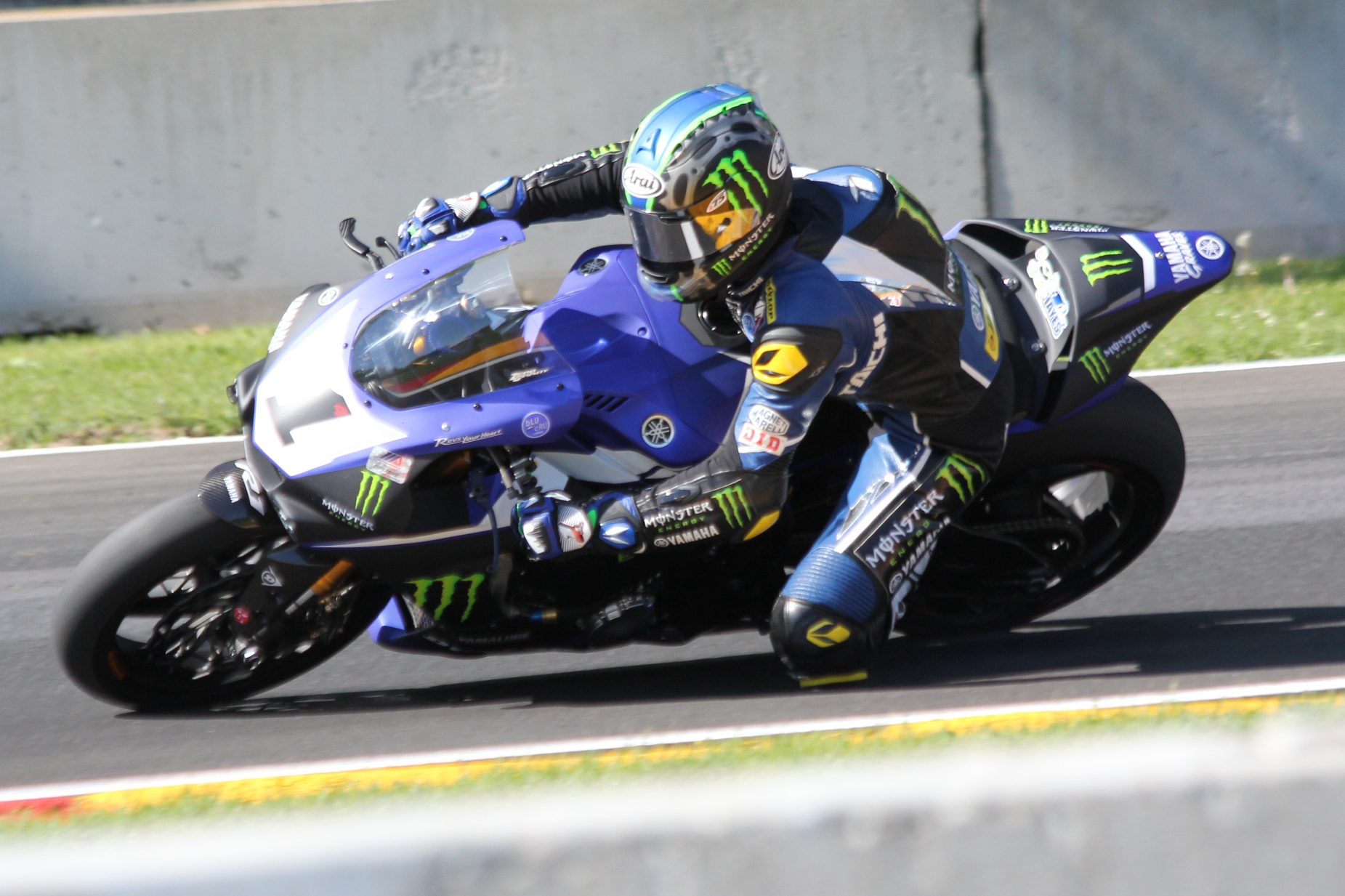
Josh Hayes a la categoria Superbike del campionat del 2015

La KRAVE organitza diversos campionats de motociclisme de velocitat per a l'AMA, els quals es coneixen col·lectivament com a MotoAmerica Road Racing Series des del 2015.
MotoAmerica va optar per igualar al màxim les múltiples classes dels seus campionats amb les que fa servir la FIM per tal de simplificar-los la feina als fabricants i permetre'ls de competir en tots aquests campionats alhora. Des d'aleshores, les classes que gestiona MotoAmerica són les següents:
- Superbike (coincideix amb la normativa FIM)
- Stock 1000 (FIM Superstock 1000)
- Supersport (FIM Supersport, de 600cc a 750cc)
- Twins (800cc, bicilíndriques)
- Junior Cup (FIM Supersport 300, de 300cc a 500cc)

## Pilots destacats

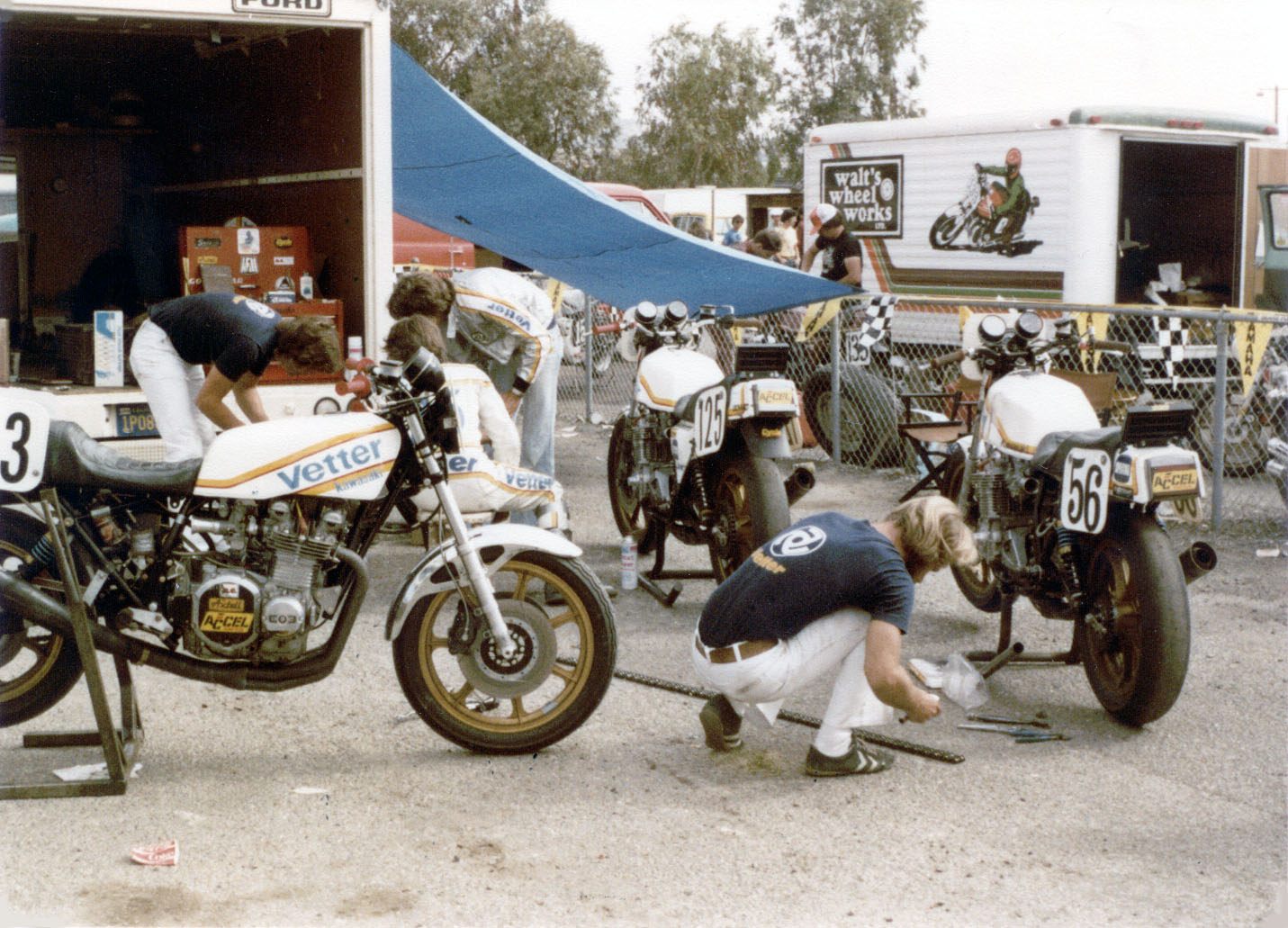
L'equip Vetter Kawasaki de Reg Pridmore al campionat de 1979

Entre els pilots més reeixits del campionat AMA de Superbike al llarg dels anys hi ha Doug Chandler, Scott Russell, Ben Spies, Miguel Duhamel i Mat Mladin, aquest darrer amb diversos rècords com ara els set títols que en va guanyar. Cinc no nord-americans han guanyat el títol fins ara: l'anglès Reg Pridmore, els australians Mat Mladin i Troy Corser, el canadenc Miguel Duhamel i el català Toni Elías.

## Retransmissions
Els drets televisius del campionat pertanyen a MotoAmerica i actualment les curses es poden veure als canals 1 i 2 de FOX Sports, MAVTV Network i la pàgina de Facebook, el canal de Youtube i l'aplicació LIVE+ de MotoAmerica.

## Llista de campions
A 31 de desembre de 2024

### Per any
| Any  | Campió               | Motocicleta | Victòries | Equip                 |
| ---- | -------------------- | ----------- | --------- | --------------------- |
| 1976 | Reg Pridmore         | BMW         | 2         | Butler & Smith        |
| 1977 | Reg Pridmore (2)     | Kawasaki    | 1         | Racecrafters          |
| 1978 | Reg Pridmore (3)     | Kawasaki    | 0         | Vetter                |
| 1979 | Wes Cooley           | Suzuki      | 0         | Yoshimura             |
| 1980 | Wes Cooley (2)       | Suzuki      | 3         | Yoshimura             |
| 1981 | Eddie Lawson         | Kawasaki    | 4         | Team Muzzy            |
| 1982 | Eddie Lawson (2)     | Kawasaki    | 5         | Team Muzzy            |
| 1983 | Wayne Rainey         | Kawasaki    | 6         | Team Muzzy            |
| 1984 | Fred Merkel          | Honda       | 10        | American Honda        |
| 1985 | Fred Merkel (2)      | Honda       | 6         | American Honda        |
| 1986 | Fred Merkel (3)      | Honda       | 2         | American Honda        |
| 1987 | Wayne Rainey (2)     | Honda       | 3         | American Honda        |
| 1988 | Bubba Shobert        | Honda       | 3         | American Honda        |
| 1989 | Jamie James          | Suzuki      | 1         | Yoshimura             |
| 1990 | Doug Chandler        | Kawasaki    | 4         | Team Muzzy            |
| 1991 | Thomas Stevens       | Yamaha      | 1         | Vance & Hines         |
| 1992 | Scott Russell        | Kawasaki    | 3         | Team Muzzy            |
| 1993 | Doug Polen           | Ducati      | 6         | Fast by Ferracci      |
| 1994 | Troy Corser          | Ducati      | 3         | Fast by Ferracci      |
| 1995 | Miguel Duhamel       | Honda       | 6         | Commonwealth Racing   |
| 1996 | Doug Chandler (2)    | Kawasaki    | 2         | Team Muzzy            |
| 1997 | Doug Chandler (3)    | Kawasaki    | 1         | Team Muzzy            |
| 1998 | Ben Bostrom          | Honda       | 0         | American Honda        |
| 1999 | Mat Mladin           | Suzuki      | 1         | Yoshimura             |
| 2000 | Mat Mladin (2)       | Suzuki      | 4         | Yoshimura             |
| 2001 | Mat Mladin (3)       | Suzuki      | 4         | Yoshimura             |
| 2002 | Nicky Hayden         | Honda       | 9         | American Honda        |
| 2003 | Mat Mladin (4)       | Suzuki      | 10        | Yoshimura             |
| 2004 | Mat Mladin (5)       | Suzuki      | 8         | Yoshimura             |
| 2005 | Mat Mladin (6)       | Suzuki      | 11        | Yoshimura             |
| 2006 | Ben Spies            | Suzuki      | 10        | Yoshimura             |
| 2007 | Ben Spies (2)        | Suzuki      | 7         | Yoshimura             |
| 2008 | Ben Spies (3)        | Suzuki      | 7         | Yoshimura             |
| 2009 | Mat Mladin (7)       | Suzuki      | 10        | Yoshimura             |
| 2010 | Josh Hayes           | Yamaha      | 7         | Yamaha Factory Racing |
| 2011 | Josh Hayes (2)       | Yamaha      | 3         | Yamaha Factory Racing |
| 2012 | Josh Hayes (3)       | Yamaha      | 16        | Yamaha Factory Racing |
| 2013 | Josh Herrin          | Yamaha      | 4         | Yamaha Factory Racing |
| 2014 | Josh Hayes (4)       | Yamaha      | 7         | Yamaha Factory Racing |
| 2015 | Cameron Beaubier     | Yamaha      | 8         | Yamaha Factory Racing |
| 2016 | Cameron Beaubier (2) | Yamaha      | 8         | Yamaha Factory Racing |
| 2017 | Toni Elías           | Suzuki      | 10        | Yoshimura             |
| 2018 | Cameron Beaubier (3) | Yamaha      | 7         | Yamaha Factory Racing |
| 2019 | Cameron Beaubier (4) | Yamaha      | 6         | Yamaha Factory Racing |
| 2020 | Cameron Beaubier (5) | Yamaha      | 16        | Yamaha Factory Racing |
| 2021 | Jake Gagne           | Yamaha      | 17        | Yamaha Factory Racing |
| 2022 | Jake Gagne (2)       | Yamaha      | 12        | Yamaha Factory Racing |
| 2023 | Jake Gagne (3)       | Yamaha      | 11        | Yamaha Factory Racing |
| 2024 | Josh Herrin (2)      | Ducati      | 7         | Tytlers Cycle Racing  |

### Per pilot
| Pilot            | Campionats | Any(s)                                   |
| ---------------- | ---------- | ---------------------------------------- |
| Mat Mladin       | 7          | 1999, 2000, 2001, 2003, 2004, 2005, 2009 |
| Cameron Beaubier | 5          | 2015, 2016, 2018, 2019, 2020             |
| Josh Hayes       | 4          | 2010, 2011, 2012, 2014                   |
| Reg Pridmore     | 3          | 1976, 1977, 1978                         |
| Fred Merkel      | 3          | 1984, 1985, 1986                         |
| Doug Chandler    | 3          | 1990, 1996, 1997                         |
| Ben Spies        | 3          | 2006, 2007, 2008                         |
| Jake Gagne       | 3          | 2021, 2022, 2023                         |
| Josh Herrin      | 2          | 2013, 2024                               |
| Wes Cooley       | 2          | 1979, 1980                               |
| Eddie Lawson     | 2          | 1981, 1982                               |
| Wayne Rainey     | 2          | 1983, 1987                               |
| Bubba Shobert    | 1          | 1988                                     |
| Jamie James      | 1          | 1989                                     |
| Thomas Stevens   | 1          | 1991                                     |
| Scott Russell    | 1          | 1992                                     |
| Doug Polen       | 1          | 1993                                     |
| Troy Corser      | 1          | 1994                                     |
| Miguel Duhamel   | 1          | 1995                                     |
| Ben Bostrom      | 1          | 1998                                     |
| Nicky Hayden     | 1          | 2002                                     |
| Toni Elías       | 1          | 2017                                     |

### Per nacionalitat
| País         | Campionats | Nombre de campions |
| ------------ | ---------- | ------------------ |
| Estats Units | 36         | 17                 |
| Austràlia    | 8          | 2                  |
| Regne Unit   | 3          | 1                  |
| Canadà       | 1          | 1                  |
| Catalunya    | 1          | 1                  |

### Per fabricant
| Fabricant | Campionats | Any(s)                                                                             |
| --------- | ---------- | ---------------------------------------------------------------------------------- |
| Suzuki    | 14         | 1979, 1980, 1989, 1999, 2000, 2001, 2003, 2004, 2005, 2006, 2007, 2008, 2009, 2017 |
| Yamaha    | 14         | 1991, 2010, 2011, 2012, 2013, 2014, 2015, 2016, 2018, 2019, 2020, 2021, 2022, 2023 |
| Kawasaki  | 9          | 1977, 1978, 1981, 1982, 1983, 1990, 1992, 1996, 1997                               |
| Honda     | 8          | 1984, 1985, 1986, 1987, 1988, 1995, 1998, 2002                                     |
| Ducati    | 3          | 1993, 1994, 2024                                                                   |
| BMW       | 1          | 1976                                                                               |